# Аноплоцефал
Аноплоцефал (Anoplocephala) — рід стрічкових черв'яків родини Anoplocephalidae, названий Емілем Бланшаром у 1848 році. Типовим видом є Anoplocephala perfoliata, яка спочатку була описана як Taenia perfoliata. Anoplocephala — цестода, яку відносять до класу Cestoda, тобто є паразитом плоских червів. Їх можна знайти в п'ятдесяти шести відсотках популяції диких носорогів в Ассамі, Індія.